# Terracotta

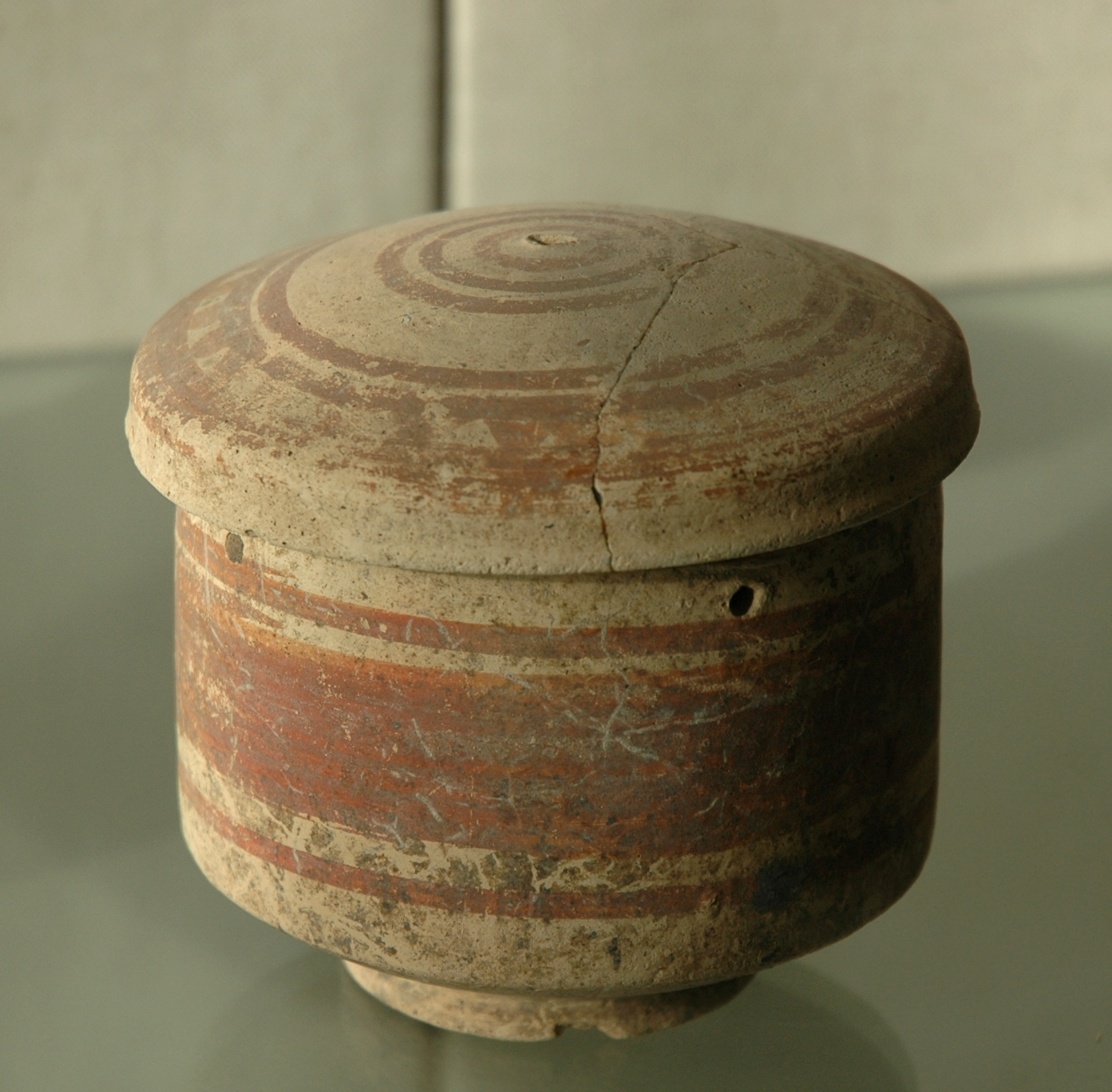
Recipiente in terracotta esposto al museo del Louvre

Per terracotta, o terra cotta, ci si riferisce all'argilla plasmata e poi cotta al forno, o anche al manufatto ricavato con la stessa tecnica. Essa è quindi un materiale ceramico.

## Storia
L'arte della terracotta risale a un periodo compreso fra il 29.000 e il 25.000 a.C., quando i vasi in argilla venivano cotti con metodi rudimentali. Quella della terracotta fu la sola tecnica ceramica adottata fino a quando essa venne gradualmente rimpiazzata dal grès porcellanato. In Mesopotamia, Grecia, Siria, Sicilia e Cipro, la terracotta veniva usata per creare statuette votive, sarcofagi, maschere ed elementi decorativi architettonici. La tecnica venne ripresa dapprima nella Roma repubblicana e poi nel Medioevo, specie in Lombardia e in Emilia, ove divenne la tecnica artistica prediletta. Nel XVI secolo, la terracotta si affermò anche nella Germania settentrionale mentre in Italia si affermarono pregiate opere ceramiche da giardino, famose sono le crete senesi e Fiorentine.

## Caratteristiche
Generalmente, i corpi di terracotta mostrano una maggiore plasticità rispetto alla maggior parte dei corpi di whiteware  e quindi sono più facili da modellare con la pressa RAM, la testa a rullo o il tornio da vasaio rispetto alla bone china o alla porcellana.
Per la sua porosità, la terracotta, con un assorbimento d'acqua del 5-8%, deve essere smaltata per essere a tenuta stagna.  La terracotta ha una resistenza meccanica inferiore rispetto a bone china, porcellana o gres, e di conseguenza gli articoli sono comunemente realizzati con sezioni trasversali più spesse, sebbene siano ancora più facilmente scheggiabili.
La terracotta di colore più scuro, tipicamente arancione o rossa a causa di un contenuto relativamente alto di ossido di ferro, è ampiamente utilizzata per vasi di fiori, piastrelle e alcuni articoli decorativi e da forno; ha scarsa capacità di condurre calore, con una conducibilità termica di circa 0,8 W/m/K, perciò gli articoli per la cottura dei cibi si prestano bene per lunghe cotture tradizionali.

## Produzione

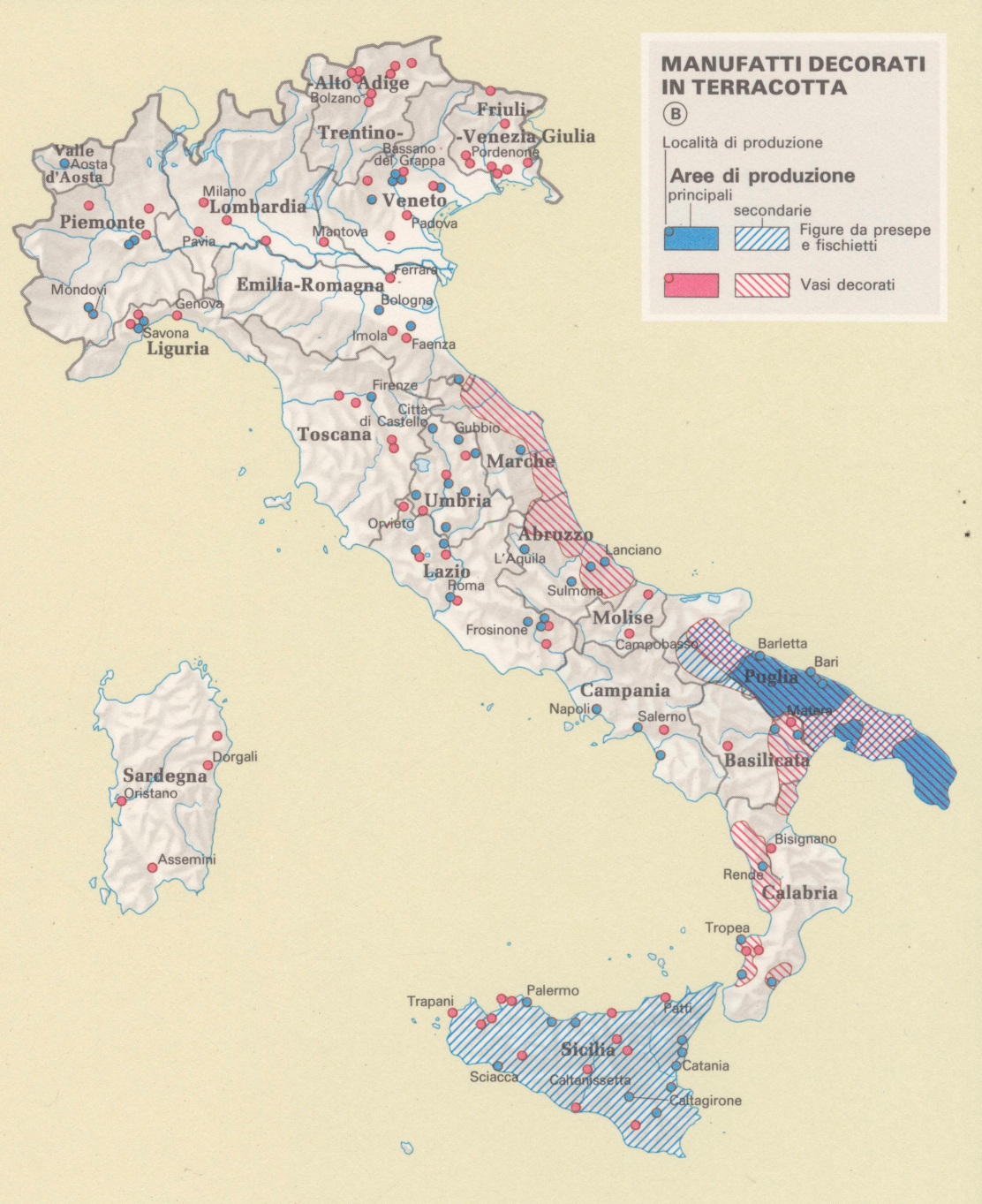
Centri e aree di produzione in Italia dei manufatti decorati in terracotta.

Una formulazione generica per la terracotta contemporanea è il 25% di caolino, il 25% di argilla, il 35% di quarzo e il 15% di feldspato.
La terracotta moderna può essere biscotto (o "bisque")  cotto a temperature comprese tra 1000 e 1150 °C (da 1830 a 2100 °F)e cotto a gloss  (o "smaltato")  tra 950 e 1050 °C (da 1740 a 1920 °F), la pratica abituale nelle fabbriche e in alcune ceramiche da studio. Alcuni ceramisti da studio seguono la pratica inversa, con una cottura a biscotto a bassa temperatura e una cottura a gloss ad alta temperatura. Il programma di cottura sarà determinato dalle materie prime utilizzate e dalle caratteristiche desiderate della merce finita.
La terracotta può essere prodotta a temperature di cottura fino a 600 °C (1112 °F) e molte argille non si cuociono con successo al di sopra di circa 1000 °C (1830 °F). Gran parte della ceramica storica è stata cotta intorno agli 800 °C (1470 °F), fornendo un ampio margine di errore in cui non esisteva un modo preciso per misurare la temperatura e condizioni molto variabili all'interno del forno.
Dopo la cottura, la maggior parte dei corpi di terracotta saranno colorati di bianco, marrone chiaro o rosso. Per la terracotta rossa, la temperatura di cottura influisce sul colore del corpo argilloso. Le temperature più basse producono un tipico colore rosso terracotta; temperature più elevate renderanno l'argilla marrone o addirittura nera. Temperature di cottura più elevate possono causare il rigonfiamento della terracotta.

## Tipologie
| Tipo                                        | Descrizione | Immagine |
| ------------------------------------------- | --- | --- |
| Redware                                     | Redware come una singola parola è un termine per almeno due tipi di ceramiche degli ultimi secoli, in Europa e Nord America. La ceramica rossa (Red ware) come due parole separate è un termine usato per la ceramica, principalmente dagli archeologi, che si trova in una gamma molto ampia di luoghi. Tuttavia, questi usi distinti non vengono sempre rispettati, specialmente quando ci si riferisce ai molti diversi tipi di merci rosse precoloniali nelle Americhe, che possono essere chiamate "redware". | Teiera Redware, Delft , c. 1680, ceramica rossa che imita la ceramica Yixing cinese .                                                       |
| Maiolica vittoriana                         | La maiolica vittoriana si riferisce propriamente a due tipi di maiolica realizzati nella seconda metà del XIX secolo in Europa e in America. In primo luogo, e più conosciuta, la maiolica di serie decorata con smalti colorati al piombo, prodotta in Gran Bretagna, Europa e Stati Uniti; superfici tipicamente resistenti, modellate in rilievo, vivaci smalti traslucidi, in stili occasionalmente classici ma per lo più naturalistici, spesso con un elemento di fantasia vittoriana. In secondo luogo, c'è la molto meno comune maiolica smaltata a stagno realizzata principalmente dall'azienda Mintons dal 1848 al 1880 circa, tipicamente con superfici piane, smalto bianco opaco con fine decorazione dipinta a pennello a imitazione del processo e degli stili della maiolica rinascimentale italiana. | Pavone monumentale di Minton, 1870 circa, smalti colorati al piombo. Stile naturalistico. Museo della ceramica, Stoke-on-Trent, Regno Unito |
| Lustro                                      | Una particolare tecnica decorativa che consente di ottenere il colore dell'oro o del rubino con sfumature cangianti o iridescenti. Il procedimento è particolarmente sofisticato e venne acquisito dalla lavorazione della ceramica, nella seconda metà del XV secolo, quasi certamente attraverso la mediazione dei lustri ispano-moreschi provenienti dalla Spagna attraverso il porto intermedio di Maiorca, da cui prese il nome di maiolica. | Ciotola dall'Iraq, metà dell'800. Tecnica del lustro. Sala 42–43, British Museum.                                                           |

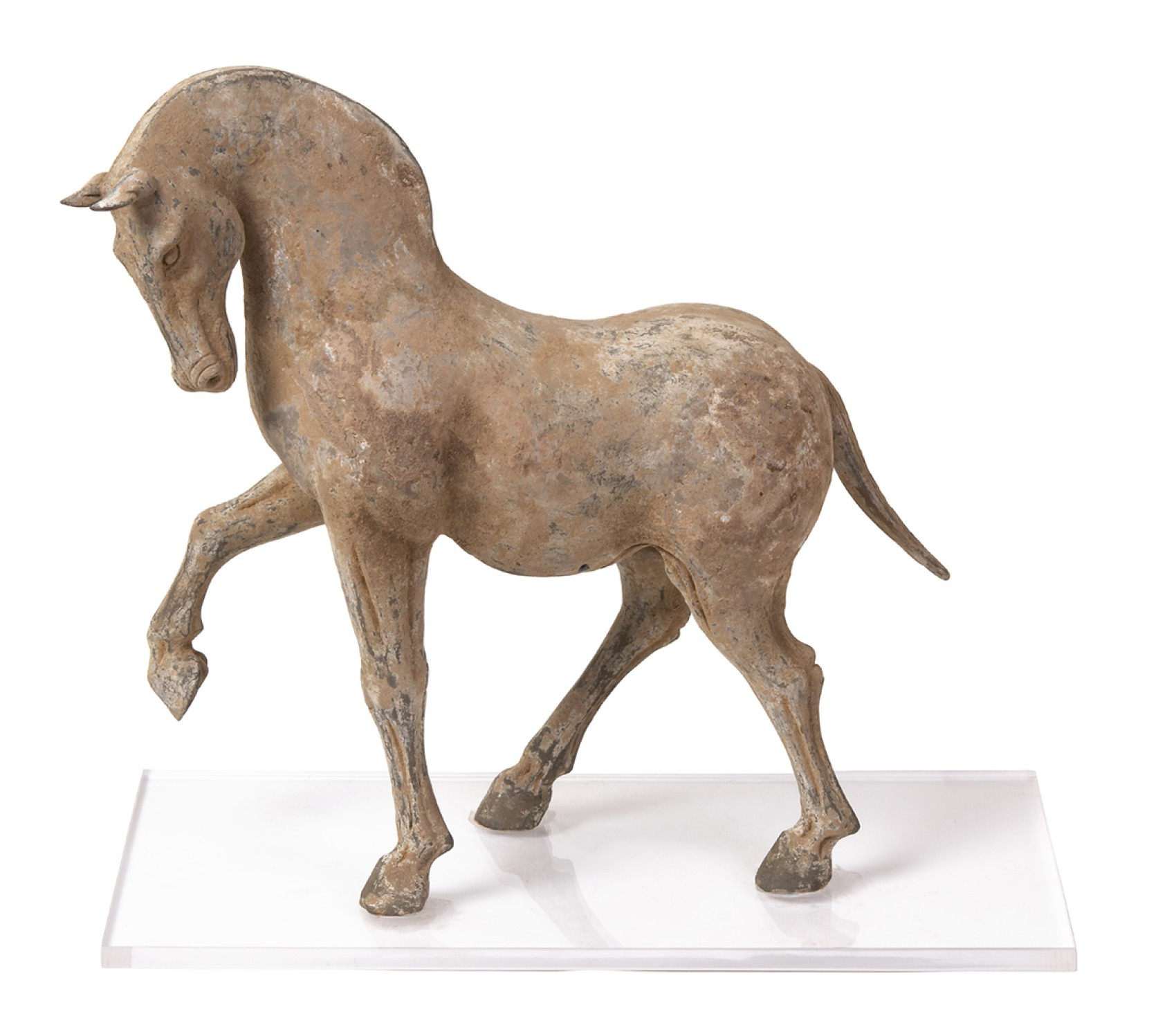
cavallo danzante terracotta grigia dinastia Tang

| Raku                                        | Raku-yaki (楽焼) o raku è una tecnica di costruzione e di cottura giapponese per la fabbricazione di ciotole in argilla per la cerimonia del tè. | Chawan nero in stile Raku , usato per il tè denso, periodo Azuchi-Momoyama, XVI secolo                                                      |
| Porcellana Ironstone (pietra di ferro)      | Un tipo di ceramica vitrea prodotta per la prima volta nel Regno Unito all'inizio del XIX secolo. Non c'è ferro in essa; il suo nome deriva dalla sua notevole forza e durata. | Ciotola in ironstone "Watteau" Mason degli anni 1920.                                                                                       |
| Yellowware o Yellow ware (vasellame giallo) | Prende il nome dal suo aspetto giallo conferitole dall'argilla utilizzata per la sua produzione. Originario del Regno Unito alla fine del XVIII secolo, è stato prodotto anche negli Stati Uniti orientali dalla fine degli anni 1920. | Tazza, probabilmente americana, 1870-1890, vasellame giallo smaltato al piombo,                                                             |